# Dots and Loops
Dots and Loops — пятый студийный альбом британской инди-рок группы Stereolab, изданный 22 сентября 1997 года на лейблах Duophonic Records и Elektra Records.
Группа выступила сопродюсером альбома вместе с Джоном МакЭнтайром и Энди Тома, а запись проходила в их студиях в Чикаго и Дюссельдорфе. Это был их первый альбом, записанный сразу на цифровую аудиокассету и спродюсированный с помощью Pro Tools. Альбом исследует джазовые и электронные звуки, на него повлияли боссанова и поп-музыка 1960-х годов. Его тексты затрагивают такие темы, как потребительство, «зрелище», материализм и человеческое взаимодействие.
Dots and Loops достиг 19 места в хит-параде альбомов Великобритании UK Albums Chart, а также 111 места в чарте Billboard 200 в США. Трек «Miss Modular» был выпущен как сингл и как EP и достиг 60-й строчки в чарте UK Singles Chart. Музыкальные критики высоко оценили Dots and Loops за сочетание доступной музыки с экспериментальными и авангардными звуками, а некоторые считают его одной из лучших работ группы и одной из первых, созданных с помощью цифровой аудио-рабочей станции. Альбом был переиздан в 2019 году с бонусным материалом.

## История
Семь из десяти треков на Dots and Loops были записаны Stereolab в марте 1997 года в чикагской студии Idful Music Corporation с Джоном МакЭнтайром, который также продюсировал и микшировал треки вместе с группой. Остальные три трека — «The Flower Called Nowhere», «Prisoner of Mars» и «Contronatura» — были записаны в следующем месяце в Academy of St. Martin in the Street в Дюссельдорфе, на этот раз сопродюсером, сомикшером и инженером выступил Энди Тома. Дополнительным инжинирингом занимались Макс Штамм и коллега Томы по группе Mouse on Mars Ян Сент-Вернер. Stereolab записали для альбома песню «I Feel the Air (Of Another Planet)», но она не была смикширована к моменту мастеринга и появилась на EP 2000 года The First of the Microbe Hunters.

## Музыкальный стиль
По мнению критика AllMusic Стивена Томаса Эрлевайна, на Dots and Loops в первую очередь повлияли боссанова и поп-музыка 1960-х . Барни Хоскинс из Rolling Stone нашёл, что альбом продолжил движение Stereolab в сторону более лёгкого звучания, которое он назвал «авангардным лёгким прослушиванием», а Мишель Голдберг из Metro назвал его «апофеозом лаунжа» группы. Автор Treble Джефф Терич отметил «более пышное» качество музыки на Dots and Loops по сравнению с предыдущими работами Stereolab, охарактеризовав её как «великолепно оркестрованный» арт-поп.

## Темы
По словам Софи Кемп из Vice, в основе Dots and Loops лежит «идеология» Stereolab — «борьба с деспотизмом и исследование художественных границ жизни в условиях капитализма». В альбоме главный лирик группы Летиция Садье комментирует «различные страхи, связанные с миром, в каждом треке». Кемп считает, что эти темы дополняются «энергичным духом» альбома, интерпретируя «безмятежное» качество музыки как «очень актуальную критику оцепенения общества и того, что чем комфортнее нам становится с капитализмом, тем более извращёнными мы становимся к боли и страданиям».

## Отзывы
| Оценки критиков      | Оценки критиков             |
| Источник             | Оценка                      |
| -------------------- | --------------------------- |
| AllMusic             | [ 3 ]                       |
| Entertainment Weekly | A                           |
| The Guardian         | [ 9 ]                       |
| Los Angeles Times    | [ 10 ]                      |
| NME                  | 8/10                        |
| Pitchfork            | 8.5/10 (1997) 9.2/10 (2017) |
| Rolling Stone        | [ 4 ]                       |
| Spin                 | 8/10                        |
| Uncut                | 8/10                        |
| The Village Voice    | B                           |

Dots and Loops был встречен музыкальными критиками в целом благосклонно.
Рецензируя Dots and Loops в 1997 году, Кэти Суини из The Guardian сочла альбом успешным шагом в сторону более доступного и «поп-сознательного» звучания, в котором «авангардные тенденции и атональный дрон Stereolab были вытеснены лёгкими гармониями и, подождите, мелодиями». Том Синклер из Entertainment Weekly сказал, что «они находятся на вершине своей игры, успешно заключая кажущийся брак лёгкого прослушивания и острого интеллекта». Автор NME Стивен Далтон заявил, что группа «никогда не звучала так комфортно в поп-среде, как на Dots and Loops», который он посчитал «одновременно более доступным и более авантюрным», чем их предыдущий альбом Emperor Tomato Ketchup. Терри Саттон из Spin назвал музыку Stereolab «самой дерзкой» на сегодняшний день, а критик Los Angeles Times Лоррейн Али отметила, что группа «продолжает возрождать Muzak для 90-х». В The Village Voice Роберт Кристгау был более критичен, обнаружив, что «мелодии сбиваются, а чудаковатые умники теряют очарование неожиданности». В конце 1997 года Dots and Loops был назван лучшим альбомом года несколькими изданиями, включая Melody Maker, Mojo, NME и The Wire. Он также занял 28 место в опросе критиков Pazz & Jop в The Village Voice.
В своей ретроспективной рецензии на альбом для Pitchfork Эрик Харви назвал Dots and Loops «пиком» группы Stereolab, отметив, что они «вцепились в кровоточащий край цифровых студийных технологий» и создали «работу как своего времени, так и […] которая, кажется, парит вне всего остального». Он также считает его одним из первых альбомов, созданных с помощью цифровой звуковой рабочей станции. Луис Паттисон из Uncut назвал его «менее непосредственным», чем Emperor Tomato Ketchup, отметив его «спокойное и более расслабленное» настроение, но при этом отметив, что он запечатлел Stereolab в их «имперской фазе». И. Хидер из Exclaim! назвал Dots and Loops «отличительной» построковой записью. Алекс Хадсон, написавший для того же журнала, похвалил группу за то, что она «выдала один из своих самых доступных поп-роков, не пожертвовав ни одним из своих экспериментальных импульсов». В журнале Vice Софи Кемп назвала Dots and Loops «важной вехой в мире экспериментального попа и в обширной дискографии Stereolab», посчитав его «самой доступной в звуковом плане и политически важной записью группы».

## Список композиций
Слова и музыка всех песен — Тима Гейна и Летисии Садье, кроме указанных.
| №                   | Название                           | Автор(ы)                | Длительность |
| ------------------- | ---------------------------------- | ----------------------- | ------------ |
| 1.                  | «Brakhage»                         |                         | 5:30         |
| 2.                  | «Miss Modular»                     |                         | 4:29         |
| 3.                  | «The Flower Called Nowhere»        |                         | 4:55         |
| 4.                  | «Diagonals»                        |                         | 5:15         |
| 5.                  | «Prisoner of Mars»                 |                         | 4:03         |
| 6.                  | «Rainbo Conversation»              |                         | 4:46         |
| 7.                  | «Refractions in the Plastic Pulse» | Gane Sadier Andy Ramsay | 17:32        |
| 8.                  | «Parsec»                           |                         | 5:34         |
| 9.                  | «Ticker-Tape of the Unconscious»   |                         | 4:45         |
| 10.                 | «Contronatura»                     |                         | 9:03         |
| Общая длительность: | Общая длительность:                | Общая длительность:     | 65:52        |

| №                   | Название            | Длительность |
| ------------------- | ------------------- | ------------ |
| 11.                 | «Off-On»            | 5:25         |
| Общая длительность: | Общая длительность: | 71:17        |

| №                   | Название                                   | Автор(ы)            | Длительность |
| ------------------- | ------------------------------------------ | ------------------- | ------------ |
| 1.                  | «Diagonals (Bode Drums)»                   |                     | 2:22         |
| 2.                  | «Contranatura Pt. 2» (instrumental)        |                     | 3:18         |
| 3.                  | «Brakhage» (instrumental)                  |                     | 4:09         |
| 4.                  | «The Flower Called Nowhere» (instrumental) |                     | 4:37         |
| 5.                  | «Bonus Beats»                              | Ramsay              | 3:28         |
| 6.                  | «Diagonals» (instrumental)                 |                     | 5:43         |
| 7.                  | «Contranatura» (demo)                      |                     | 2:08         |
| 8.                  | «Allures» (demo)                           |                     | 1:06         |
| 9.                  | «Refractions in the Plastic Pulse» (demo)  | Gane Sadier Ramsay  | 2:25         |
| 10.                 | «I Feel the Air» (demo)                    |                     | 2:28         |
| 11.                 | «Off On» (demo)                            |                     | 1:16         |
| 12.                 | «Incredible He Woman» (demo)               |                     | 1:44         |
| 13.                 | «Miss Modular» (demo)                      |                     | 1:42         |
| 14.                 | «Untitled in Dusseldorf» (demo)            |                     | 1:30         |
| Общая длительность: | Общая длительность:                        | Общая длительность: | 37:56        |

## Чарты
| Чарт (1997)                                    | Высшая позиция |
| ---------------------------------------------- | -------------- |
| Европа European Top 100 Albums (Music & Media) | 61             |
| Норвегия (VG-lista)                            | 38             |
| Шотландия (Scottish Albums Chart)              | 41             |
| Великобритания (UK Albums Chart)               | 19             |
| Великобритания UK Independent Albums (OCC)     | 5              |
| США (Billboard 200)                            | 111            |
| США (Billboard Top Heatseekers Albums)         | 2              |

| Чарт (2019)                       | Высшая позиция |
| --------------------------------- | -------------- |
| Шотландия (Scottish Albums Chart) | 34             |